# گمینا چرنگتسا
گمینا چرنگتسا (به لهستانی:  Gmina Czernica) یک گمینا در لهستان است که در شهرستان وروتسواف واقع شده‌است. گمینا چرنگتسا ۸۴٫۱۸ کیلومتر مربع مساحت و ۹٬۲۸۴ نفر جمعیت دارد.